# Crazy (Le Sserafim)
Crazy è il quarto EP del girl group sudcoreano Le Sserafim, pubblicato il 30 agosto 2024.

## Tracce
- Edizione Standard

1. Chasing Lightning – 3:25
2. Crazy – 2:44
3. Pierrot – 2:50
4. 1-800-Hot-N-Fun – 2:53
5. Crazier (미치지 못하는 이유) – 2:58

- Tracce Bonus (Voice Memo version)

1. Crazy Episode 1 (voice memo)
2. Crazy Episode 2 (voice memo)